# ABC・オブ・デス2
『ABC・オブ・デス2』(英:ABCs of Death 2)は、2014年のアメリカのアンソロジーコメディーホラー映画。製作者はアント・ティンプソンとティム・リーグ。26の異なる短編映画から成り、それぞれが様々な国から集まった異なる監督によって製作されている。 2012年のABC・オブ・デスの続編。 監督としてジム・ホスキング、ランスロット・オドゥワ・イマスエン、ソスカ姉妹、ジュリアン・バレット、ロドニー・アッシャー、クリスティーナ・ブオジーテ、ラリー・フェセンデン、アハロン・ケシャレス、ビル・プリンプトン、ヴィンチェンゾ・ナタリらが起用された。
この映画は、前作よりも肯定的な評価を受けた。次作、ABCs of Death 2.5は、2016年末にリリースされた。

## 内容
一作目のように、26の章に分けられており、アルファベットの26文字が異なる監督に割り当てられている。監督はそのアルファベットを頭文字とする単語を自由に選択し、それをテーマに死に関連する物語を作成した。死の形は事故から殺人までバラエティーに富む。
26人目の監督はコンテスト形式で選定されており、勝者はミュージックビデオ監督のロバート・ブーチェックで、彼はMの頭文字のための短編映画を提出した。
本作は、不気味なストップモーションの絵本から始まり、開かれるたびに子供が様々な遊びをし、最終的に死ぬ様子を映す。（すなわち、縄跳びは女の子を真っ二つにし、ボールで遊ぶ子供たちは男の子の頭をボール代わりにし、女の子は男の子の腸をブランコ代わりにする。）
映画を通して、短編の始まりと終わりで骸骨の顔をした教師がタイトルを示し、黒い背景からフォーカスして現れ、フェードして消える。

### 一覧
|   | 監督・脚本                                       |
| - | ------------------------------------------------ |
| A | E・L・カッツ                                     |
| B | ジュリアン・バレット                             |
| C | ジュリアン・ギルビー                             |
| D | ロバート・モーガン                               |
| E | アレハンドロ・ブルゲス                           |
| F | アハロン・ケシャレスとナヴォット・パプシャド     |
| G | ジム・ホスキング                                 |
| H | ビル・プリンプトン                               |
| I | エリック・マッティ                               |
| J | デニソン・ラマーリョ                             |
| K | クリスティーナ・ブオジーテとブルーノ・サンペル   |
| L | ランスロット・オドゥワ・イマスエン               |
| M | ロバート・ブーチェック                           |
| N | ラリー・フェセンデン                             |
| O | 大畑創                                           |
| P | トッド・ロハル                                   |
| Q | ロドニー・アッシャー                             |
| R | マーヴィン・クレン                               |
| S | フアン・マルティネス・モレノ                     |
| T | ジェン・ソスカとシルビア・ソスカ                 |
| U | ヴィンチェンゾ・ナタリ                           |
| V | ジェローム・セーブル                             |
| W | スティーブン・コスタンスキ                       |
| X | ジュリアン・モーリーとアレクサンドル・バスティロ |
| Y | 梅沢壮一                                         |
| Z | クリス・ナッシュ                                 |